# Лужки (Калуський район)
170px|170px|
Лу́жки — село Калуського району Івано-Франківської області. Входить до складу Витвицької сільської громади. Через нього протікає гірська річка Лужанка. 

## Історія
Вперше Лужки згадуються в реєстрі поголовного податку Жидачівського повіту 1662 р. Село входило до складу Болехівської маєтності родини Ґедзинських.
За часів Австрійської монархії село належало до Болехівського судового округу. У 1867-1944 рр. село входило до Долинського повіту, у 1940-1941 і 1944-1962 рр. — до Болехівського району, у 1965-1920 рр. — до Долинського району.
У 1882 р. місцева церква Святого Михаїла була дочірньою в парафії Слобода Болехівського деканату Львівської архиєпархії, налічувалось 210 парафіян.
У 1939 році в селі проживало 460 мешканців (440 українців, 5 поляків, 15 євреїв).
Жителі села підтримували боротьбу ОУН-УПА проти московських окупантів.

## Інфраструктура
Лужки має пряме автобусне сполучення з містом Долина.

## Сучасність
Архієпископ і Митрополит Івано-Франківський Володимир Війтишин 4 грудня 2016 р. освятив храм Введення Пречистої Діви Марії і пам’ятну дошку о. Ярославу Лесіву.

## Уродженці
- Ярослав Лесів — один з активних учасників Українського національного фронту Української Гельсінської спілки, поет, священик греко-католицької церкви;

- Юсип Дмитро Якимович (* 1942) — письменник, журналіст, літературний критик, публіцист, громадський діяч.

## Загинули
- Яків Дуб — заступник командира ТВ-23 «Магура», Лицар Бронзового хреста бойової заслуги УПА. Загинув 23.01.1946 під час оборони повстанського шпиталю в урочищі Марина.

## Галерея

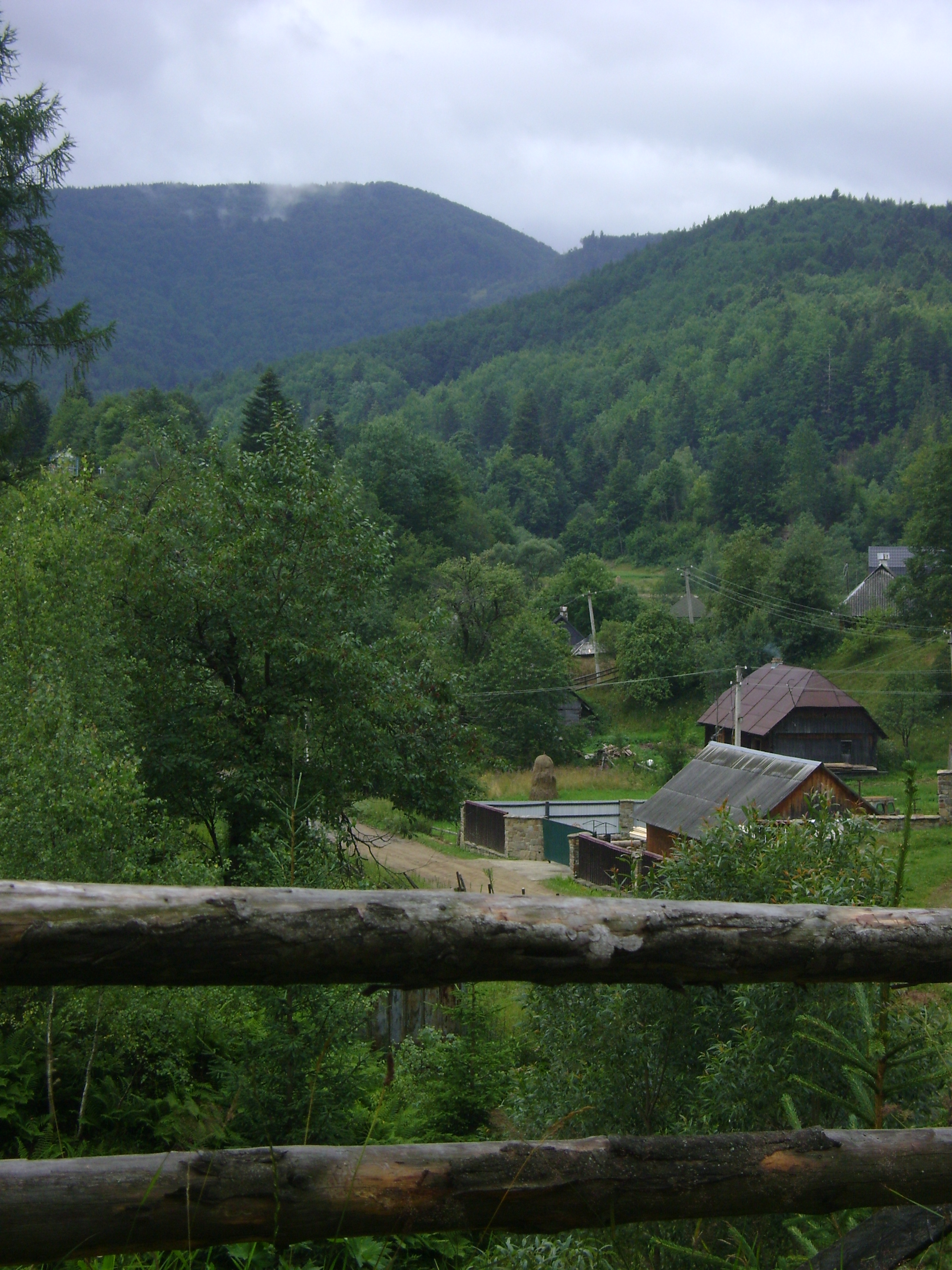
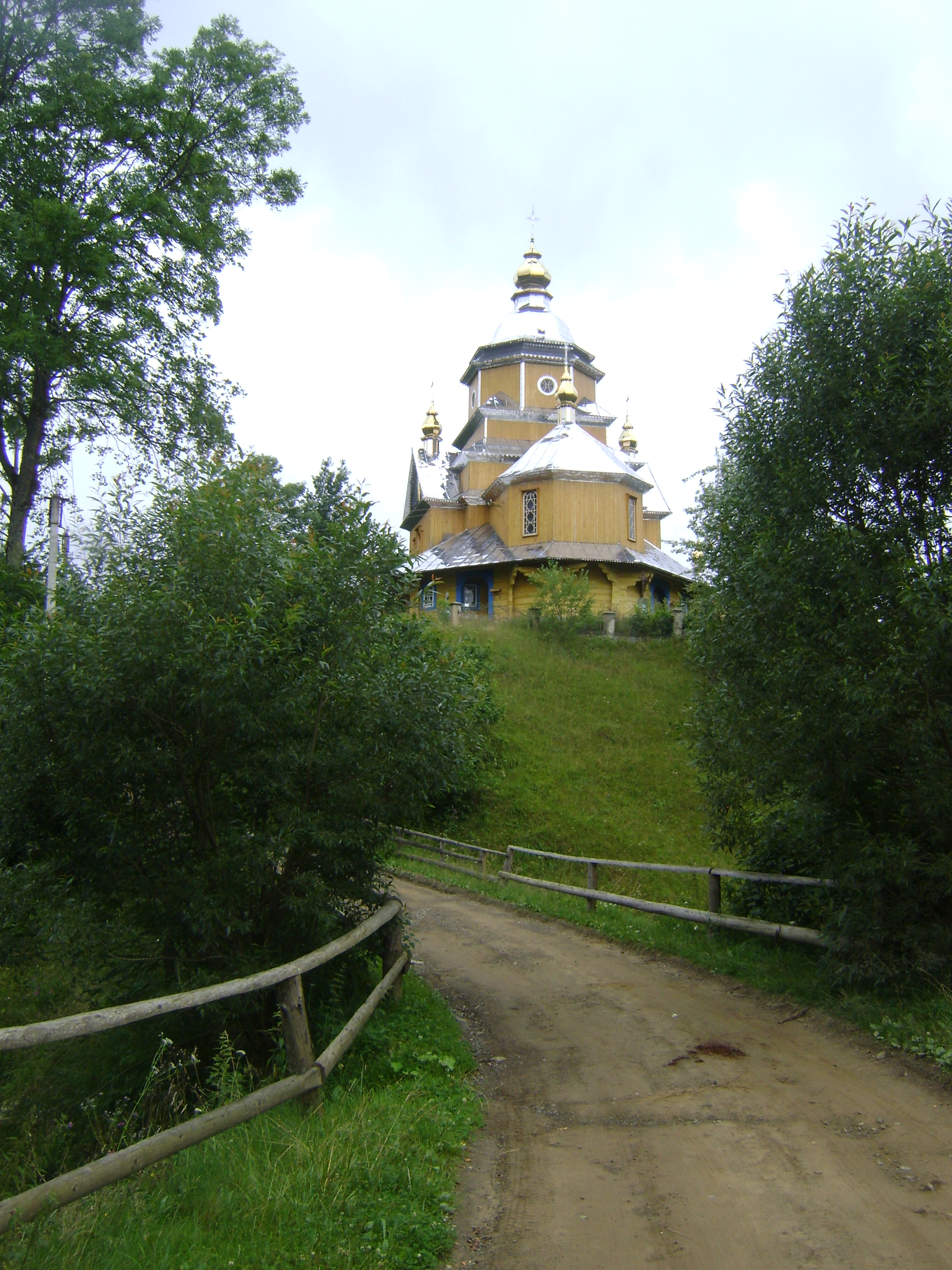
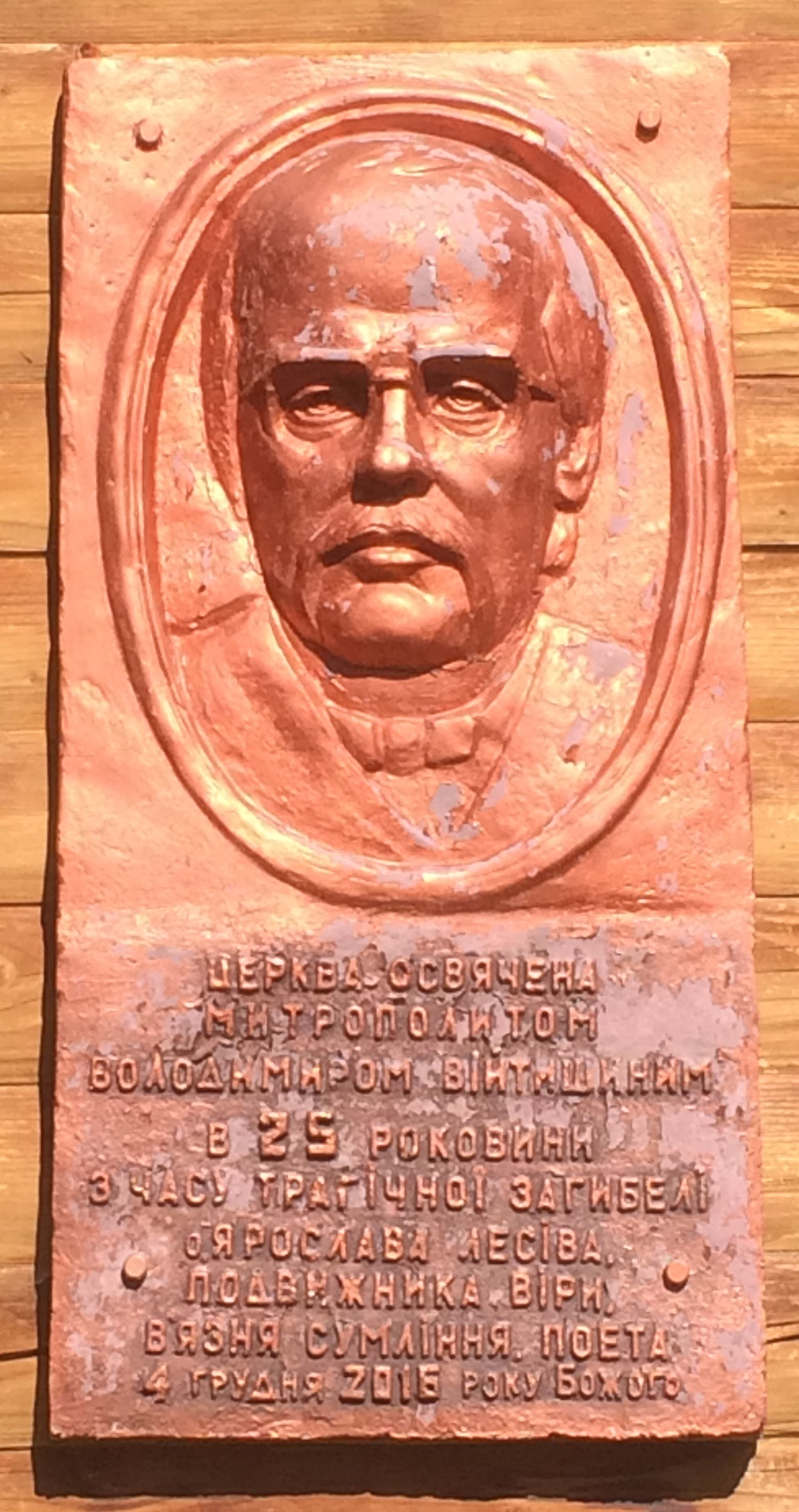
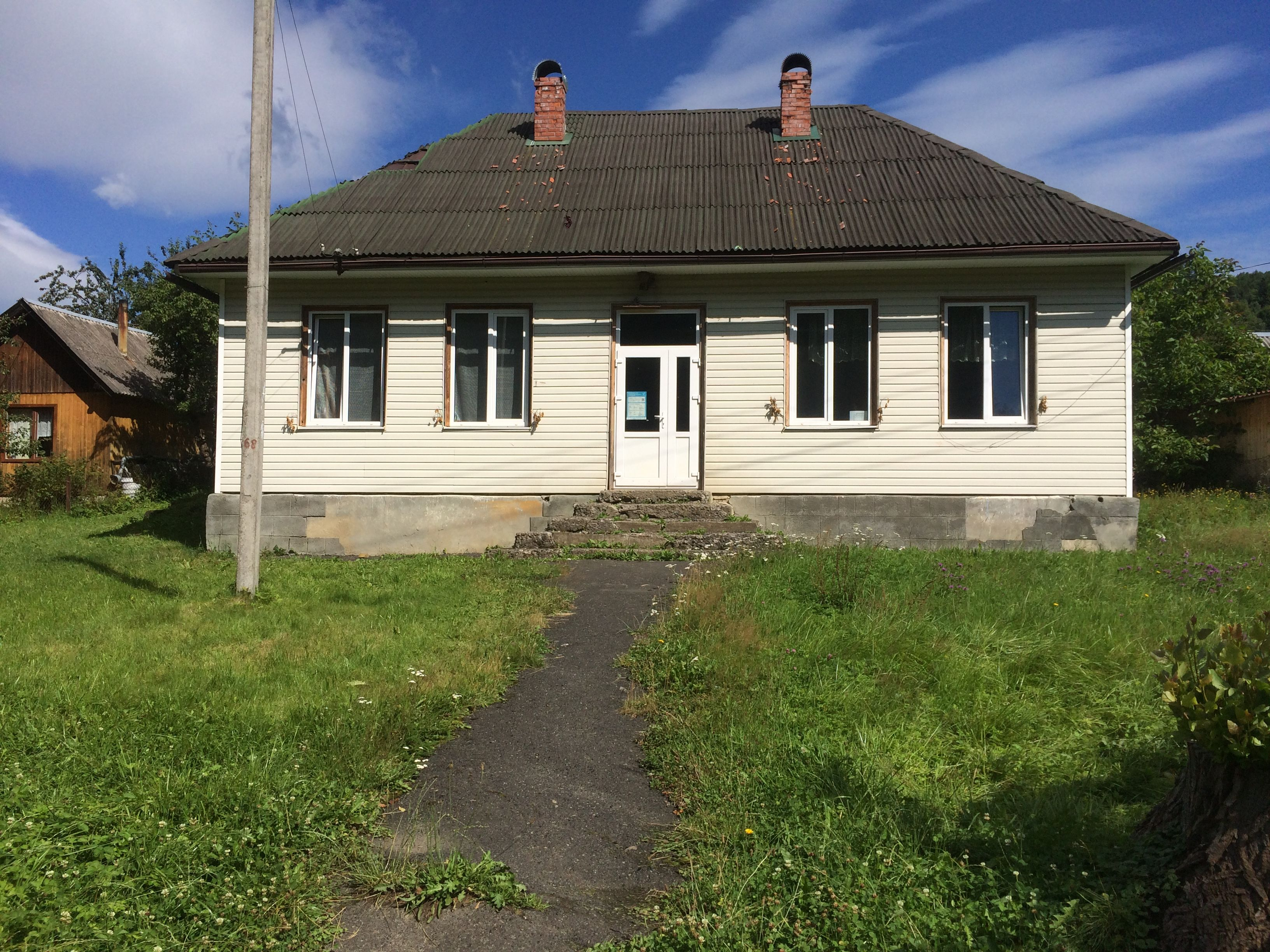
Клуб
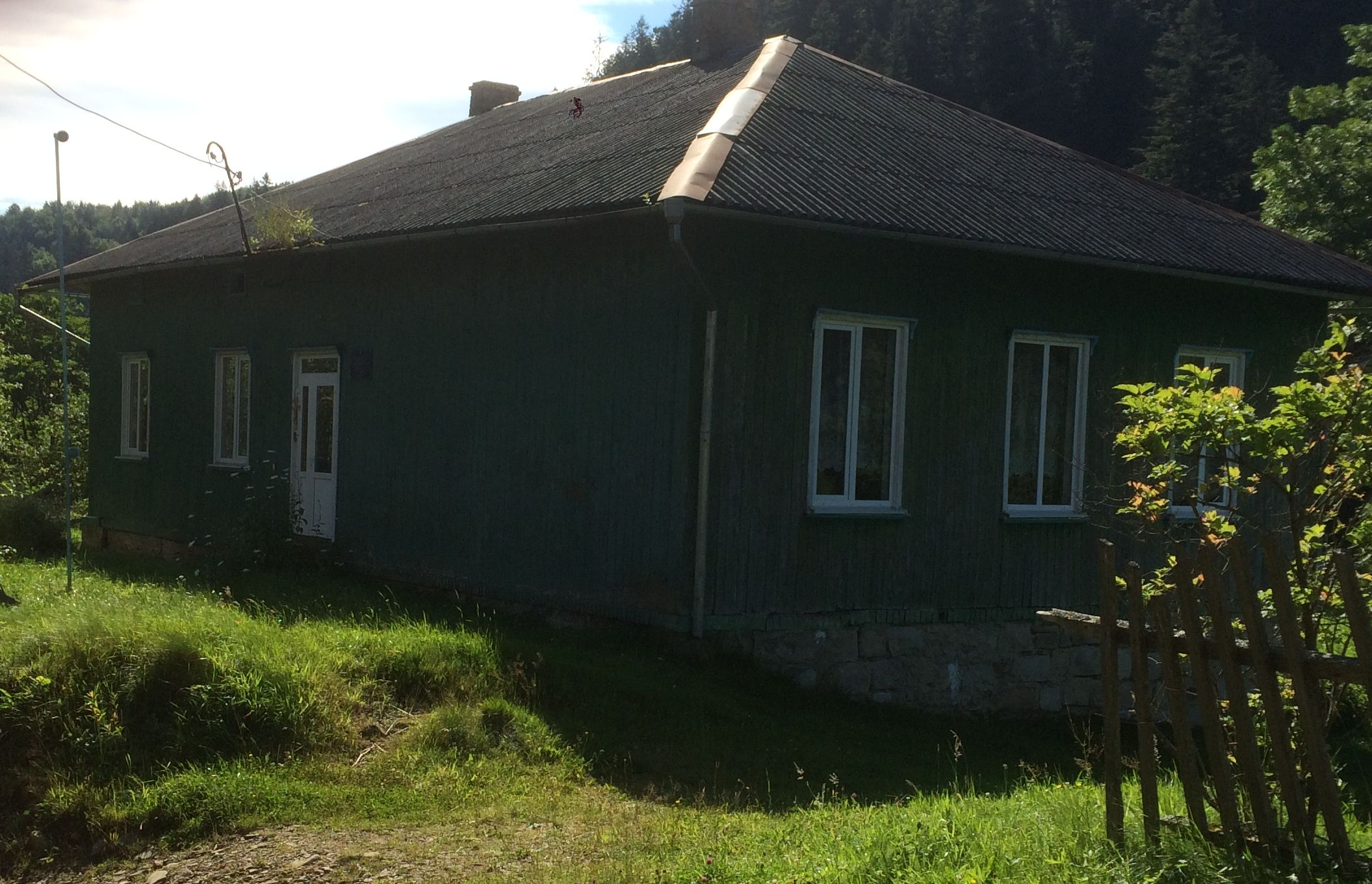
Колишня школа
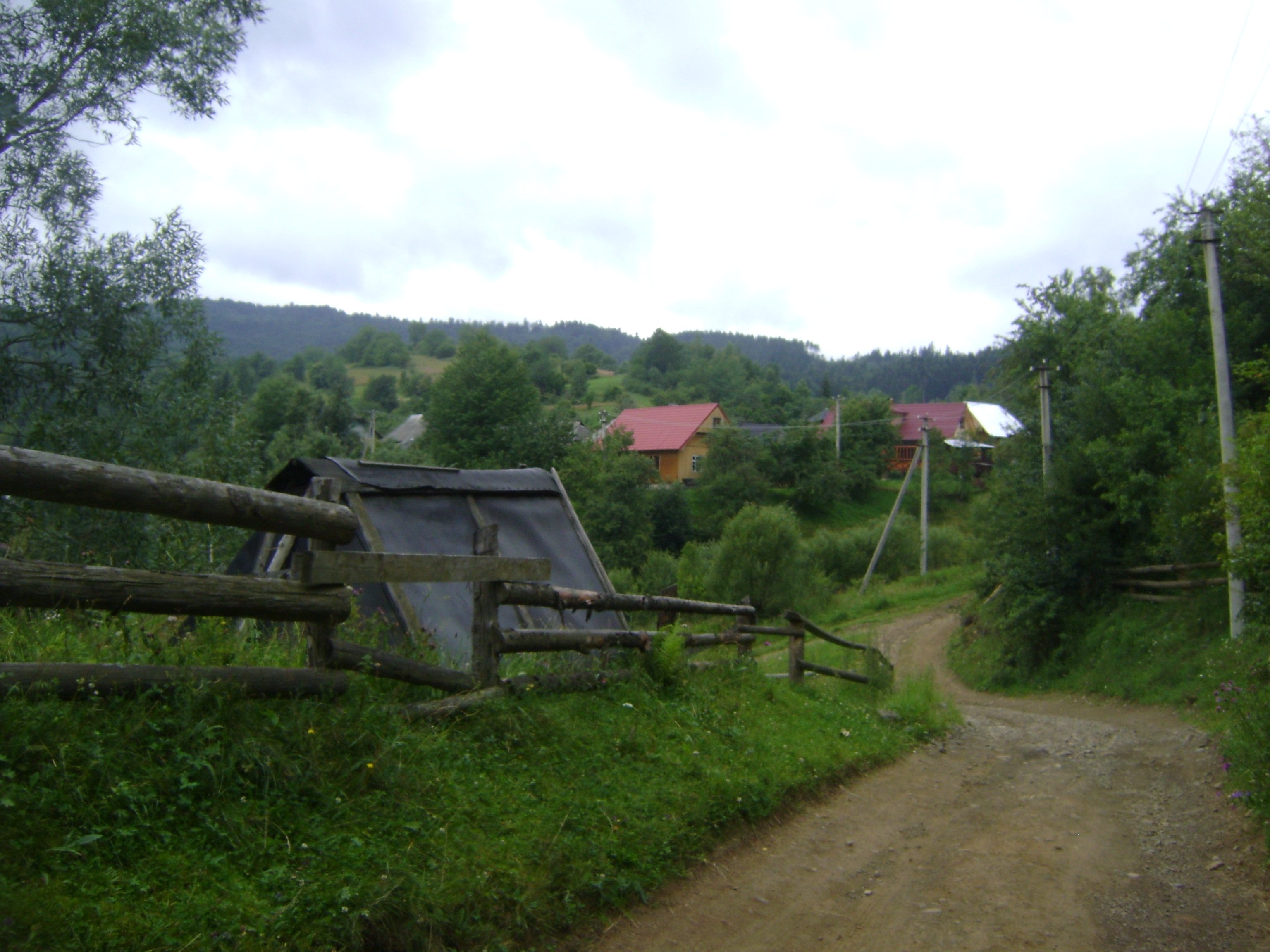
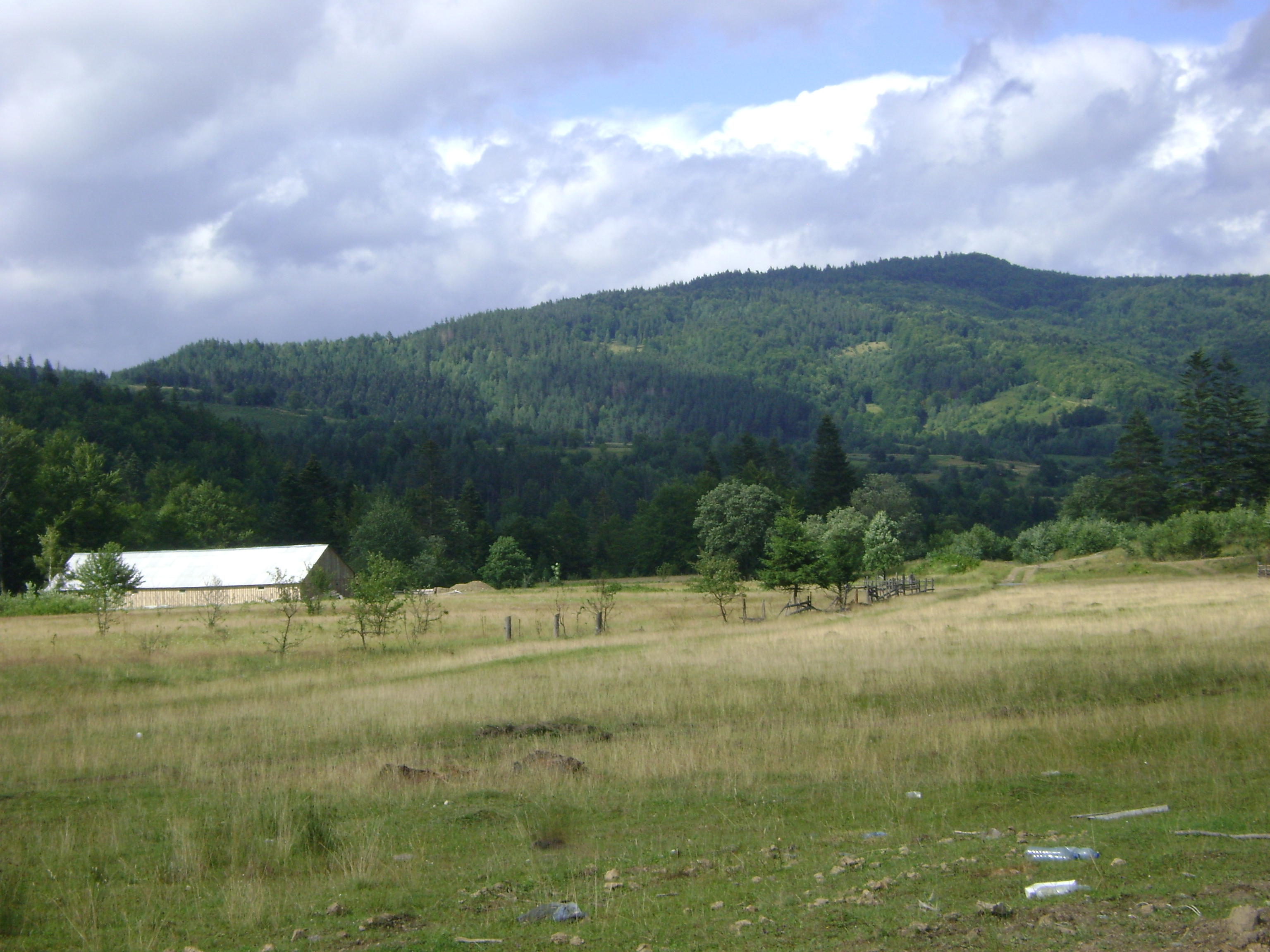
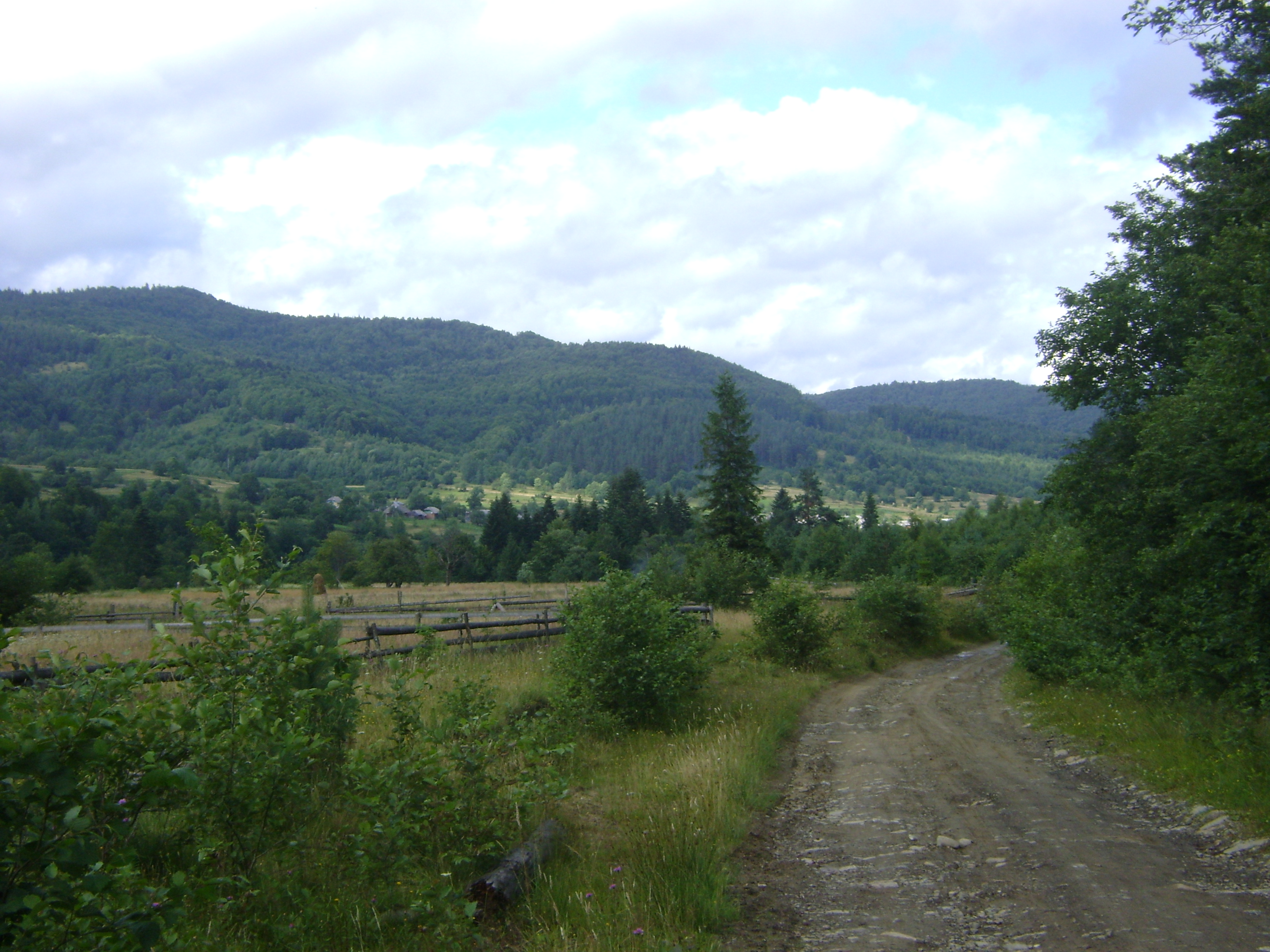
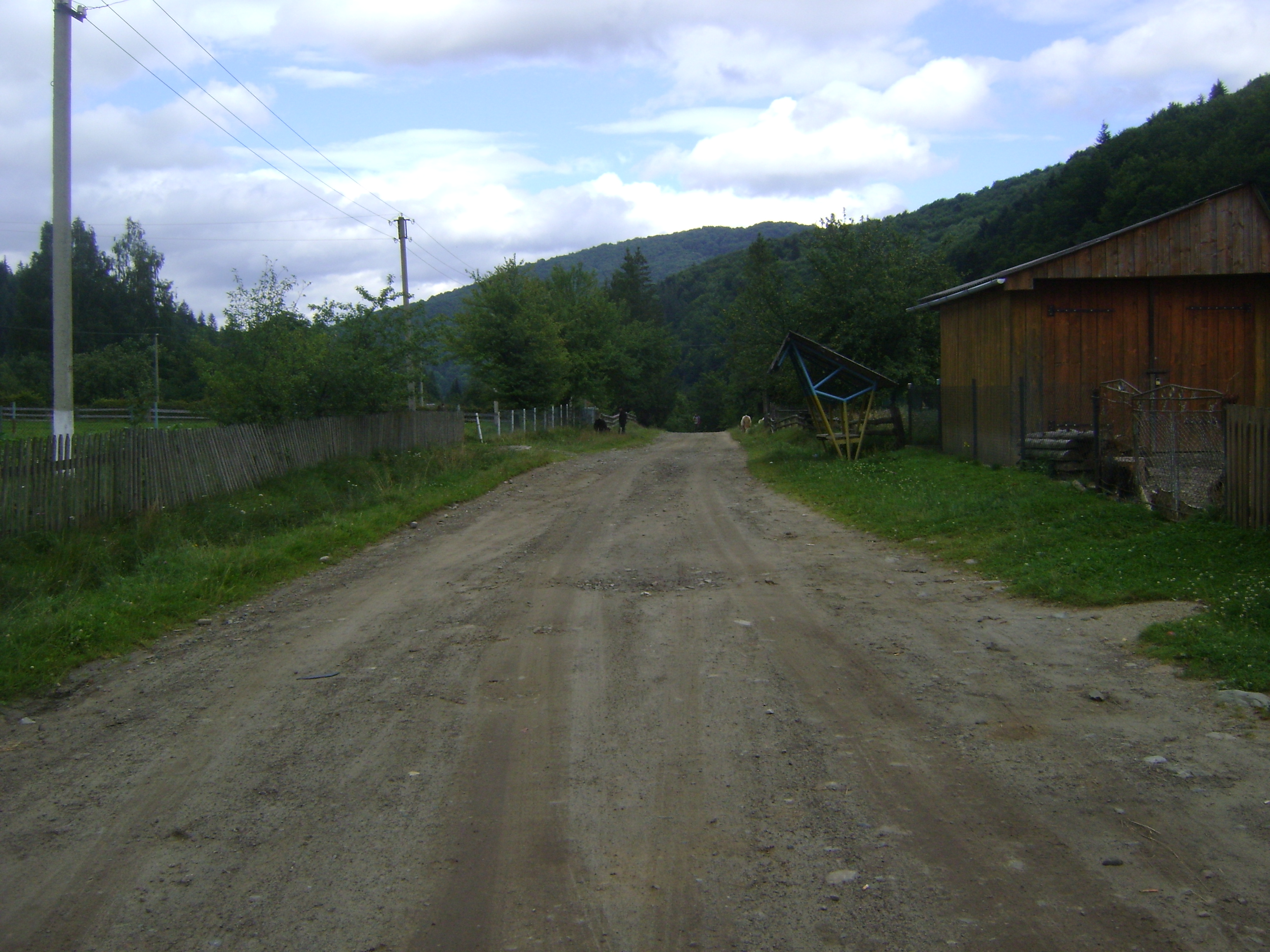
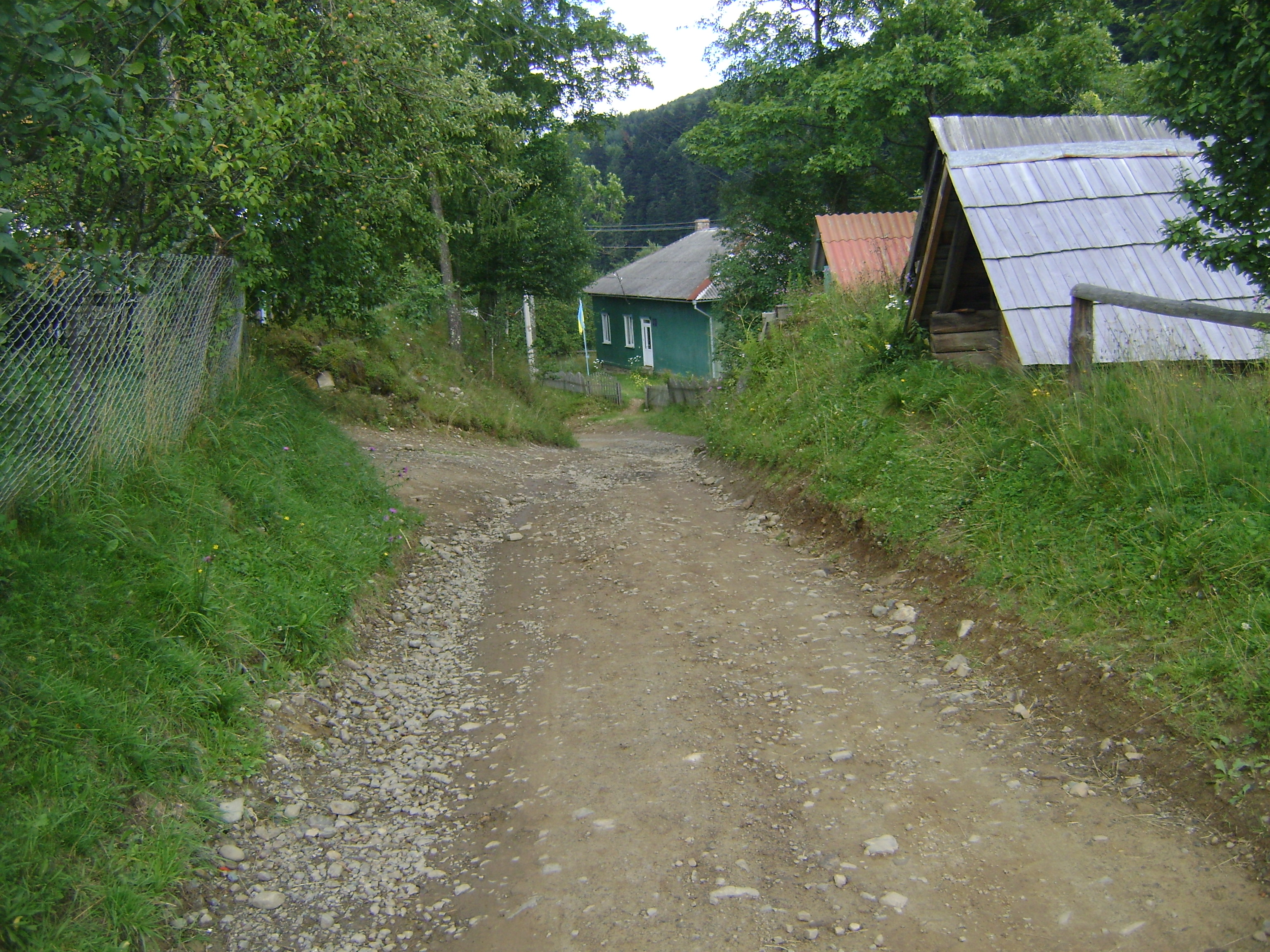
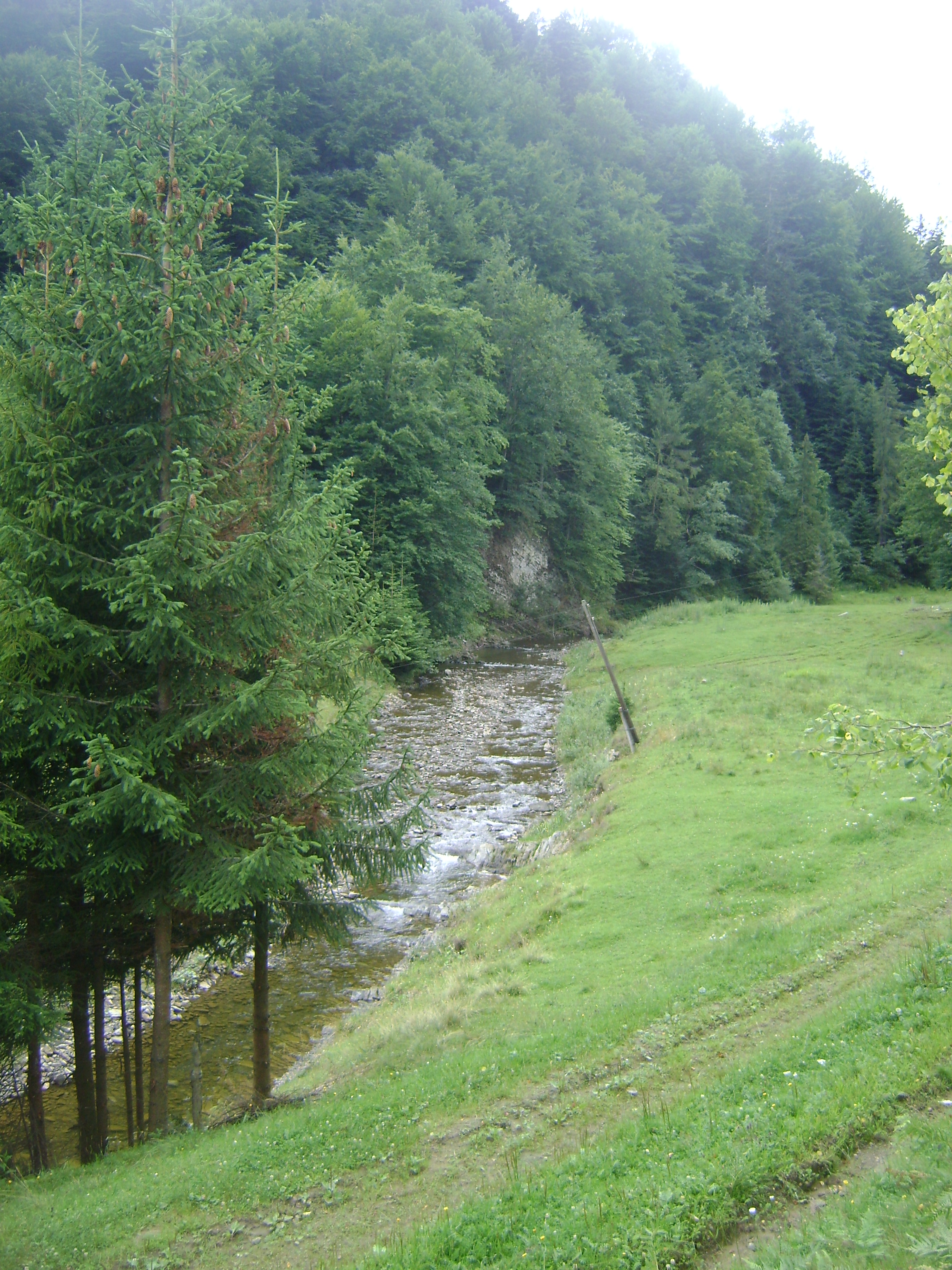
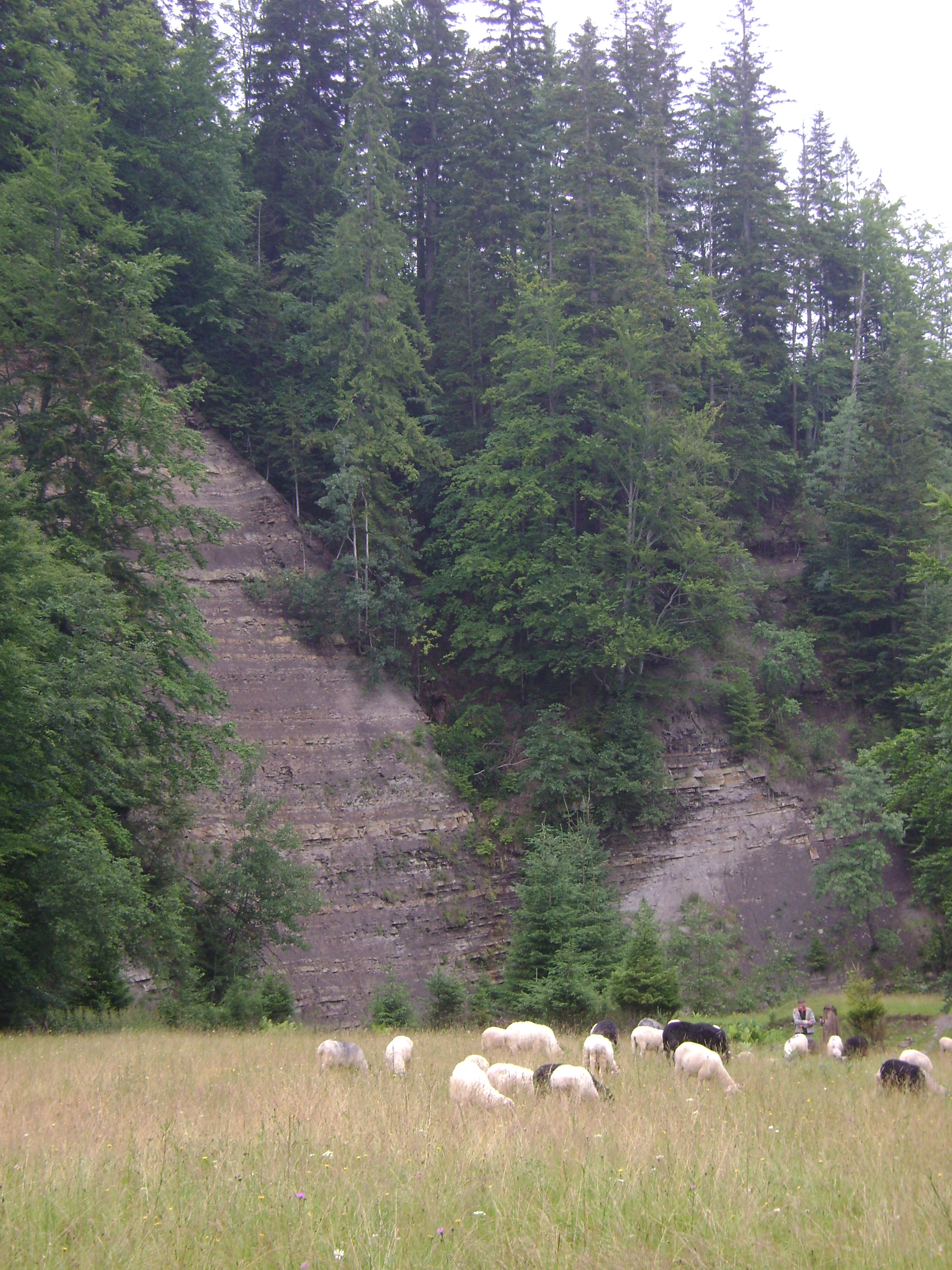
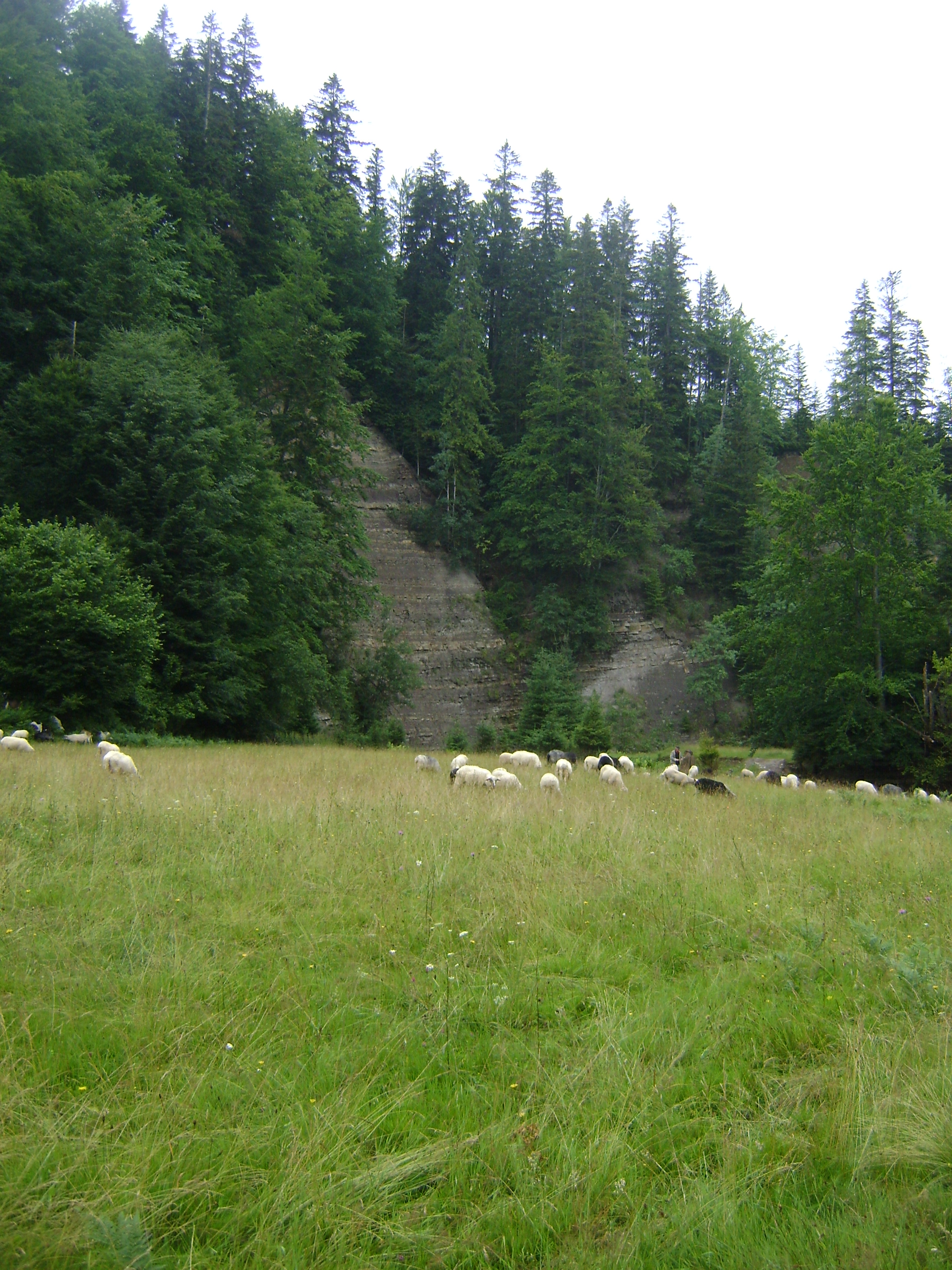